# روز جهانی سرطان
روز جهانی سرطان یک روز بین‌المللی در تاریخِ ۴ فوریه‌ی هر سال و بمنظورِ بالا بردن آگاهی از سرطان و تشویق برای پیشگیری، تشخیص و درمان آن است. این روز توسط اتحادیه کنترل بین‌المللی سرطان (Union for International Cancer Control) برای حمایت از اهداف اعلامیه جهانی سرطان هدایت می‌شود. این روز در سال ۲۰۰۸ پیشنهاد شد.

## اهداف
هدف اصلی روز جهانی سرطان، کاهش چشمگیر بیماری و مرگ ناشی از سرطان و فرصتی برای تجمع جامعه‌ی بین‌المللی برای پایان دادن به بی‌عدالتی ناشی از رنج قابل پیشگیری از سرطان است. سازمان ملل متحد از ناظرین این روز است.
روز جهانی سرطان، اطلاعات غلط را هدف قرار می‌دهد، آگاهی اجتماع درباره‌ی سرطان را افزایش می‌دهد و بدنامی اجتماعی را کاهش می‌دهد. ابتکارات متعددی در روز جهانی سرطان برای نشان دادن حمایت از مبتلایان به سرطان اجرا می‌شود. یکی از این حرکات #NoHairSelfie است؛ یک جنبش جهانی برای کوتاه کردن موهای سر خود است تا نمادی از شجاعت برای افرادی باشد که تحت معالجه‌ی سرطان قرار دارند. سپس تصاویر شرکت کنندگان در رسانه‌های اجتماعی به اشتراک گذاشته می‌شود.

## نتایج
روز جهانی سرطان توسط جامعه بین‌المللی سرطان، دولت‌ها و افراد در سراسر جهان مشخص شده‌است. هر ساله بیش از ۹۰۰ فعالیت در بیش از ۱۰۰ کشور مختلف برگزار می‌شود که خود این روز یک موضوع پرطرفدار در توییتر است.
در سال ۲۰۱۶، روز جهانی سرطان یک کمپین سه ساله تحت عنوان «ما می‌توانیم. من می‌توانم» آغاز کرد که قدرت اقدامات جمعی و فردی برای کاهش تأثیر سرطان را بررسی می‌کند.
در سال‌های اخیر، شهرها با روشن کردن مکان‌های دیدنی و مهمِ خود به رنگ‌های نارنجی و آبی، شروع به حمایت از این روز کرده‌اند. در سال ۲۰۱۹، ۵۵ مکان دیدنی در ۳۷ شهر در طرح نورپردازی شرکت کردند. دستِ کم ۶۰ دولت به‌طور رسمی، روز جهانی سرطان را گرامی می‌دارند.